# Fusciphantes longiscapus
Fusciphantes longiscapus là một loài nhện trong họ Linyphiidae.
Loài này thuộc chi Fusciphantes. Fusciphantes longiscapus được Ryoji Oi miêu tả năm 1960.